# Луций Домиций Агенобарб (консул 94 года до н. э.)
Луций Домиций Агенобарб (лат. Lucius Domitius Ahenobarbus; умер 82 до н. э., Рим) — древнеримский политический деятель из плебейского рода Домициев, консул 94 года до н. э. В 97 году до н. э. управлял Сицилией. Стал жертвой марианского террора.

## Происхождение
Луций Домиций принадлежал к плебейскому роду, который позже, во времена Августа, был включён в состав патрициата. Согласно легенде, рассказанной Светонием, первый представитель этого рода однажды встретил «юношей-близнецов божественного вида», которые приказали ему сообщить римлянам о победе, одержанной на войне. «А в доказательство своей божественной силы они коснулись его щёк, и волосы на них из чёрных стали рыжими, медного цвета». Этот Домиций получил прозвище Агенобарб (Ahenobarbus, «рыжебородый»), ставшее когноменом для его потомков. Правнуком родоначальника был Гней Домиций Агенобарб, первым из этой семьи достигнувший консулата (в 192 году до н. э.); сыном последнего был консул-суффект 162 года до н. э., тоже Гней, а внуком — консул 122 года до н. э., отец Гнея (консула 96 года до н. э.) и Луция.
Асконий Педиан назвал Квинта Лутация Катула Капитолина племянником Гнея Домиция. Поэтому существует гипотеза, что у Гнея и Луция была сестра, жена Квинта Лутация Катула-старшего, консула 122 года до н. э.. Но это предположение многие историки подвергают сомнению.

## Биография
Первое упоминание о Луции Домиции в сохранившихся источниках относится к 100 году до н. э., когда произошла решающая схватка между сенатской «партией» и сторонниками народного трибуна-популяра Луция Аппулея Сатурнина. Марк Туллий Цицерон, перечисляя аристократов, явившихся к храму Санка, чтобы взять оружие из общественного хранилища, называет и «Гнея и Луция Домициев». Известно, что главный враг Сатурнина Квинт Цецилий Метелл Нумидийский был другом Луция: из изгнания он направил братьям-Агенобарбам письмо, в котором говорилось: «А когда я вижу ваше отношение ко мне, я чувствую себя в высшей степени утешенным, и ваша верность и доблесть встают у меня перед глазами».
В 97 году до н. э. Луций Домиций занимал должность претора и управлял Сицилией, где незадолго до того было подавлено очередное восстание рабов. Источники сообщают о строгости наместника. Так, однажды Агенобарбу принесли тушу огромного вепря, а он, узнав, что зверя убил рогатиной раб-пастух, приказал распять охотника: тот нарушил закон, запрещавший рабам иметь оружие. В 94 году до н. э. Луций Домиций был консулом совместно с «новым человеком» Гаем Целием Кальдом. О событиях во время его консулата ничего не известно.
Следующее упоминание о Луции Домиции относится к 82 году до н. э., когда в Италии шла гражданская война между марианцами и Луцием Корнелием Суллой. Гай Марий Младший, осаждённый сулланцами в Пренесте и осознавший безвыходность своего положения, сумел передать находившемуся в Риме претору Луцию Юнию Бруту Дамасиппу приказ убить ряд сенаторов. Эпитоматор Ливия пишет о «почти всей знати», но другие источники называют только четыре имени: Публий Антистий, Гай Папирий Карбон Арвина, Квинт Муций Сцевола Понтифик и Луций Домиций Агенобарб. Учитывая, что Сцевола был родственником жены одного из консулов-марианцев, а Карбон — двоюродным братом другого, Э. Бэдиан сделал предположение, что эти четверо «едва ли оказались просто жертвами произвола»: возможно, они всё же хотели перейти на сторону Суллы, но их замысел был раскрыт. Есть гипотеза, что Дамасипп действовал самовольно, а рассказ о распоряжении Мария, переданном из осаждённого города, — возникшая позже легенда.
Дамасипп пригласил своих жертв в курию, якобы на совещание, «и убил их там самым жестоким образом». Тела убитых сволокли баграми в Тибр. Согласно Валерию Максиму, отрубленные головы были смешаны с головами принесённых в жертву животных.